# Smythea lancifolia
Smythea lancifolia är en brakvedsväxtart som beskrevs av Henry Nicholas Ridley. Smythea lancifolia ingår i släktet Smythea och familjen brakvedsväxter. Inga underarter finns listade i Catalogue of Life.